# Gabaraye Merengue II
Gabaraye Merengue II (ou Gabaraye Meringue II, Gabareye Merigne II, Gabarey Merengue II) est une localité du Cameroun située dans la commune de Guémé, le département du Mayo-Danay et la Région de l'Extrême-Nord, à proximité de la frontière avec le Tchad.

## Population
En 1967 la localité comptait 537 habitants, principalement des Mousgoum.
Lors du recensement de 2005, on y a dénombré 1 965 personnes.